# Kasun Jayasuriya
Kasun Nadika Jayasuriya Weerarathne - em cingalês: කසුන් ජයසූරිය (Colombo, 25 de março de 1980) é um ex-futebolista cingalês, que jogava como atacante..

## Carreira em clubes
Revelado pelo Pettah United em 1998, Jayasuriya passou também pelo futebol da Índia (Indian Bank e Dempo) e das Maldivas (Islands FC, atual VB Addu FC). Entre 2006 e 2017, atuou pelo Ratnam SC. Encerrou sua carreira em 2020, quando defendia o Sanuders SC.

## Carreira internacional
Pela Seleção Cingalesa, atuou em 54 jogos (segundo jogador com mais partidas disputadas) e fez 27 gols, sendo o maior artilheiro na história dos Simha Lions entre 2000 e 2009.

## Títulos
Sri Lanka
- AFC Challenge Cup: 2006[3][4]